# Базилика Святого Микулаша
Об одноимённом храме в другом районе Праги см. Церковь Святого Николая (Старе-Место)
Базилика Святого Микулаша  (чеш. Kostel svatého Mikuláše; церковь Святого Николая) — барочный храм на Малостранской площади в Праге. Построен в 1704—1755 годах, раньше на этом месте стоял готический костёл XIII века, посвящённый Николаю Чудотворцу.

## Башня
Башня была спроектирована Килианом Игнацем Динценхофером. Скульптурное оформление костëла - работы Игнаца Франтишка Платцера.
На башне раньше[когда?] располагались глашатаи, которые оповещали народ о пожаре и других событиях.
В годы социализма башня использовалась Службой Государственной безопасности Чехословакии.